# Bill Warwick
William Harvey „Bill“ Warwick (* 17. November 1924 in Regina, Saskatchewan; † 3. Oktober 2007) war ein kanadischer Eishockeyspieler, der in seiner aktiven Zeit von 1941 bis 1958 unter anderem für die New York Rangers in der National Hockey League gespielt hat. Seine Brüder Dick und Grant waren ebenfalls professionelle Eishockeyspieler.

## Karriere
Bill Warwick begann seine Karriere als Eishockeyspieler in seiner Heimatstadt bei der Amateurmannschaft Regina Abbotts, für die er in der Saison 1941/42 aktiv war. Aufgrund guter Leistungen erhielte der Flügelspieler anschließend einen Vertrag bei den New York Rangers aus der professionellen National Hockey League. Dort konnte er sich jedoch nicht durchsetzen und bestritt innerhalb von zwei Jahren nur 14 Spiele für die Rangers, in denen er je drei Tore und drei Vorlagen erzielte. Den Großteil dieser Zeit verbrachte er jedoch bei den New York Rovers in der EAHL, in der er zudem zwei Partien für die Brooklyn Crescents bestritt. 1943 wurde er in das zweite All-Star Team der EAHL gewählt.
Von 1944 bis 1947 spielte der Kanadier in der American Hockey League für die Hershey Bears, Pittsburgh Hornets, Providence Reds und Philadelphia Rockets. In den folgenden vier Jahren spielte er in der USHL für die Fort Worth Rangers, Minneapolis Millers und Denver Falcons, kam sporadisch jedoch weiterhin in der AHL zum Einsatz – in insgesamt 17 Spielen für die Springfield Indians und in zwei Spielen für die Cleveland Barons. Zur Saison 1951/52 wechselte Warwick zurück ins Amateureishockey und spielte für die Ottawa Senators sowie Halifax St. Mary’s. Von 1952 bis 1956 lief er für die Penticton V’s auf, mit denen er 1954 den Allan Cup, die kanadische Amateurmeisterschaft, gewann. Zuletzt spielte er je ein Jahr lang für die Trail Smoke Eaters und Kamloops Chiefs, ehe er seine Karriere im Alter von 33 Jahren beendete.

### International
Mit seiner Vereinsmannschaft Penticton V’s durfte Warwick als amtierender kanadischer Amateurmeister bei der Weltmeisterschaft 1955 als kanadische Nationalmannschaft antreten. Bei dieser gewann er mit seiner Mannschaft die Goldmedaille. Er selbst wurde zum besten Stürmer des Turniers und in dessen All-Star Team gewählt.

## Erfolge und Auszeichnungen
- 1943 EAHL Second All-Star Team
- 1954 Allan-Cup-Sieger mit den Penticton V’s
- 1954 OSHL First All-Star Team
- 1955 OSHL First All-Star Team

### International
- 1955 Goldmedaille bei der Weltmeisterschaft
- 1955 All-Star Team der Weltmeisterschaft
- 1955 Bester Stürmer der Weltmeisterschaft